# Zoya Fyodorova
Zoya Alekseyevna Fyodorova (em russo: Зоя Алексеевна Федорова; 21 de dezembro de 1907 – 11 de dezembro de 1981) foi uma estrela de cinema russa que teve um caso com o capitão da Marinha americana Jackson Tate em 1945 e teve um filho, Victoria Fyodorova em janeiro de 1946. Tendo rejeitado os avanços do chefe de polícia do NKVD, Lavrentiy Beria, o caso foi exposto  resultando, inicialmente, em uma sentença de morte mais tarde adiada para prisão em campo de trabalho na Sibéria; ela foi liberta depois de oito anos. Ela foi assassinada em seu apartamento em Moscou em 1981.

## Carreira
Fyodorova era uma conhecida estrela de cinema russa a partir da década de 1930, e alguns dos filmes em que ela apareceu também foram vistos nos Estados Unidos, incluindo Girl Friends em 1936. Durante sua prisão, ela continuou a se apresentar nos teatros Gulag.

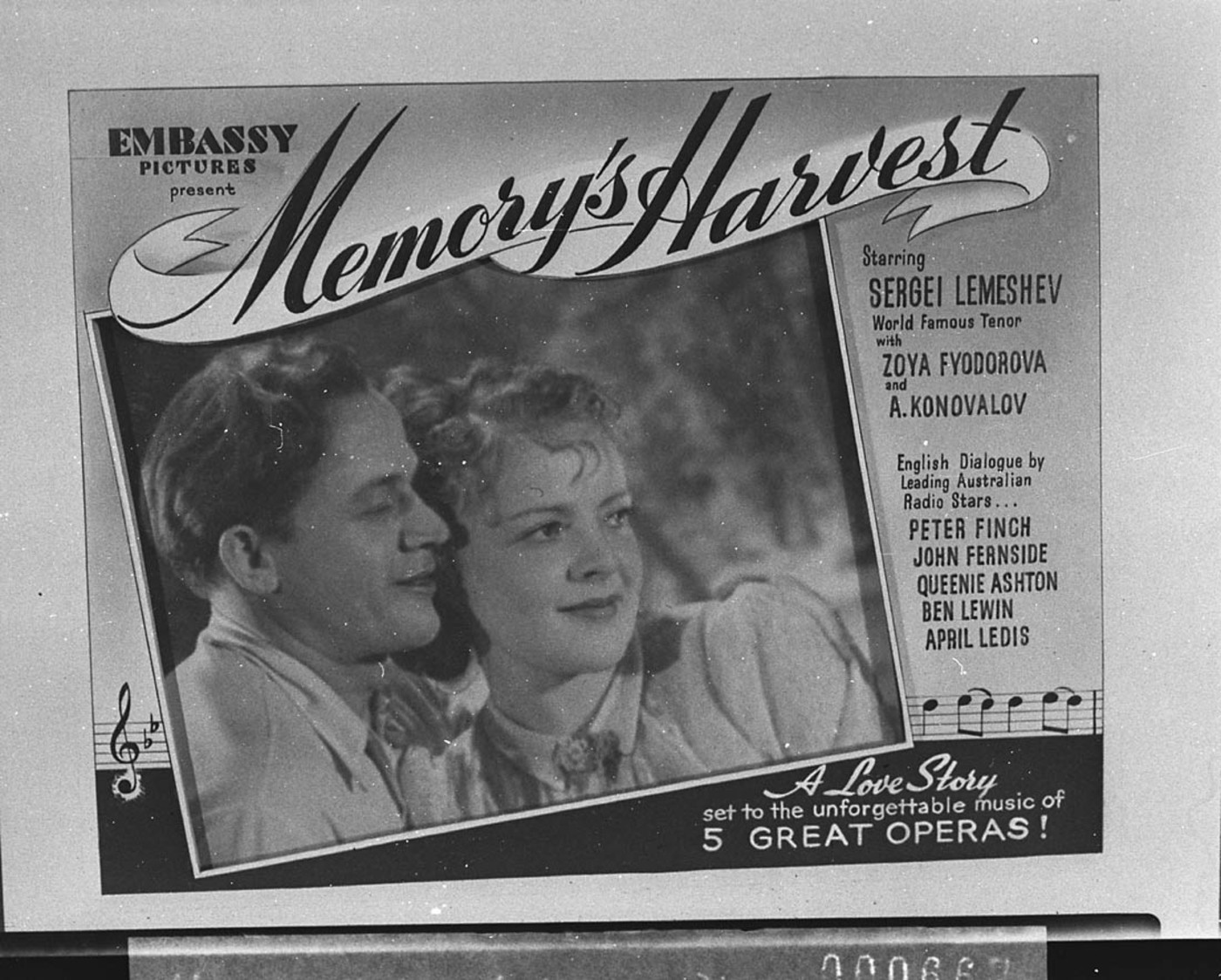
Sergei Lemeshev e Zoya Fyodorova em O Cantor de Leningrado.

No ano anterior ao assassinato de Fyodorova, ela apareceu em Moscou Não Acredita em Lágrimas, que ganhou um Oscar de Melhor Filme Estrangeiro em 1980.

## Filmografia selecionada
- Counterplan (Встречный, 1932) como esposa de Chutochkin (excluindo cenas)
- Girl Friends (Подруги, 1936) como Zoya
- O Grande Cidadão (Великий гражданин, 1938) como Nadya
- O Cantor de Leningrado (Muzykalnaja istorija, 1940) como Klava Belkina
- O Casamento (Свадьба, 1944) como Dasha, noiva
- A Garota Sem Endereço (Девушка без адреса, 1957) como Komarinskaya
- A Groom from the Other World (Жених с того света, 1958) como diretor médico
- Scarlet Sails (Алые паруса, 1961) como governanta
- A Tale of Lost Times (Сказка о потерянном времени, 1964) como tia Natasha
- Dê-me um livro de reclamações (Дайте жалобную книгу, 1965) como Yekaterina Ivanovna
- Operação Y e outras aventuras de Shurik (Операция «Ы» и другие приключения Шурика, 1965) como Vizinho de Lida
- Casamento em Malinovka (Свадьба в Малиновке, 1967) como Gorpina Dormidontovna
- Campo russo (Русское поле, 1971) como Matrona
- Moscou não acredita em lágrimas (Москва слеза не верит, 1979) como segurança do albergue

## Vida e Morte
Fyodorova morava na Kutuzovsky Prospekt em Moscou. Ela morreu com um tiro no olho. Ninguém foi visto entrando ou saindo do apartamento e o caso permanece sem solução. Sua morte foi relatada pela primeira vez na imprensa americana como sendo um aparente ataque cardíaco.